# Caesars Entertainment
Caesars Entertainment (van 1995 tot 2010 Harrah's Entertainment) is een Amerikaans gokbedrijf dat eigenaar en exploitant is van meer dan 50 casino's, hotels en zeven golfbanen onder verschillende merken. Het bedrijf is gevestigd in Paradise, Nevada, en is het grootste gokbedrijf in de wereld, met een jaarlijkse omzet van $8,9 miljard (2010). Caesars is eigendom van Hamlet Holdings, een gezamenlijk bedrijf van Apollo Global Management en Texas Pacific Group samen met Blackstone Group.
Op 23 november 2010 werd bekendgemaakt dat de naam "Harrah's Entertainment Inc" werd veranderd in "Caesars Entertainment Corporation". Harrah's bleef een sleutelmerk binnen het bedrijf.

## Casinomerken

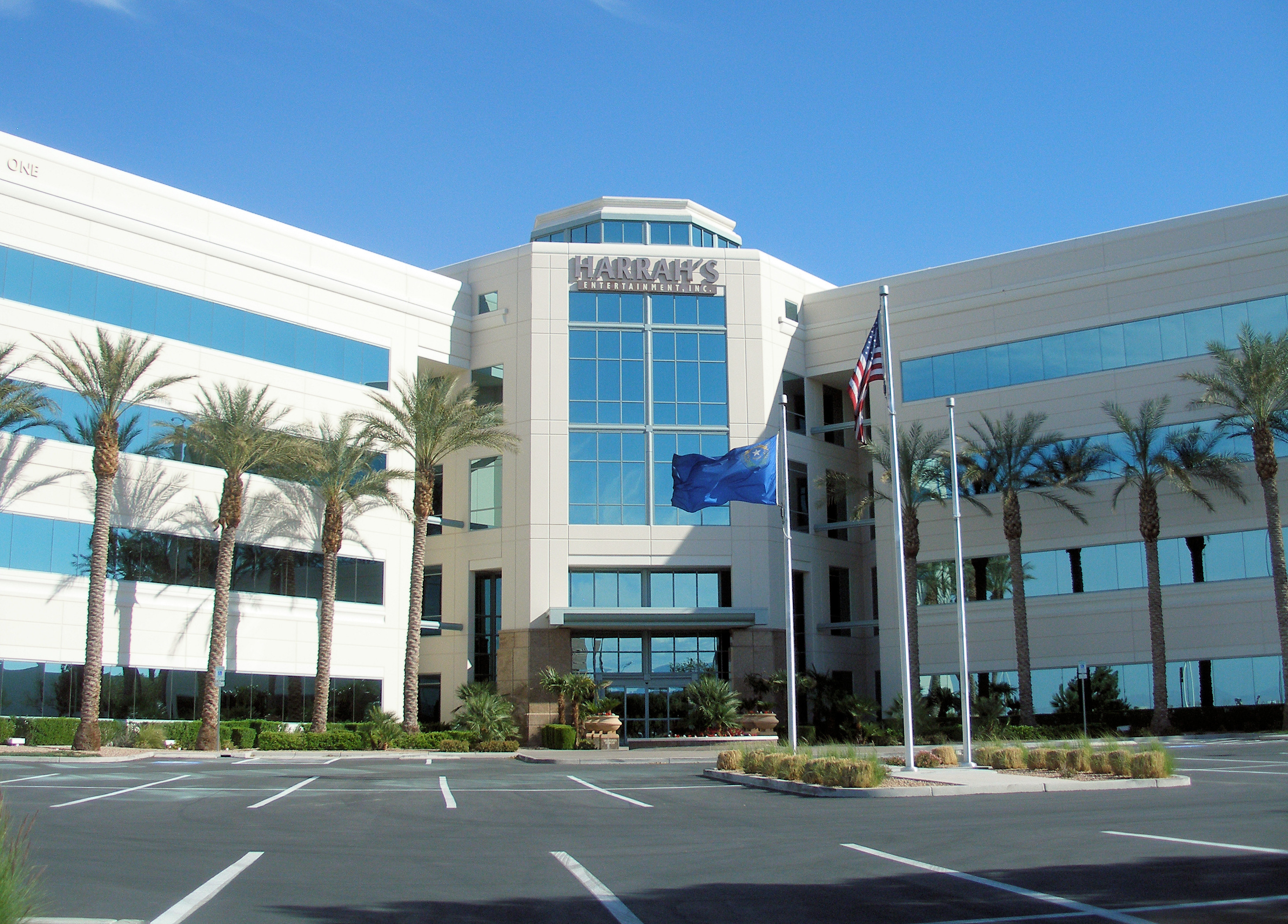
Kantoor van Harrah's

### Bally's
- Bally's Atlantic City
- Bally's Las Vegas

### Caesars
- Caesars Atlantic City
- Caesars Palace
- Caesars Windsor

### Harrah's
- Harrah's Ak-Chin Casino
- Harrah's Atlantic City
- Harrah's Cherokee
- Harrah's Council Bluffs
- Harrah's Joliet
- Harrah's Lake Tahoe
- Harrah's Las Vegas
- Harrah's Laughlin
- Harrah's Louisiana Downs
- Harrah's Metropolis
- Harrah's New Orleans
- Harrah's North Kansas City
- Harrah's Philadelphia
- Harrah's Reno
- Harrah's Rincon
- Harrah's St. Louis
- Harrah's Tunica

### Horseshoe
- Horseshoe Bossier City
- Horseshoe Council Bluffs
- Horseshoe Hammond
- Horseshoe Casino Tunica
- Horseshoe Southern Indiana
- Horseshoe Casino Cleveland
- Horseshoe Casino Cincinnati (opening in de lente van 2013)

### Andere casino's

#### Mississippi
- Grand Biloxi
- Tunica Roadhouse Casino & Hotel

#### Nevada
- Bill's Gamblin' Hall and Saloon
- Flamingo Las Vegas
- Harveys Lake Tahoe
- Imperial Palace
- O'Sheas Casino
- Paris Las Vegas
- Planet Hollywood Casino and Resort
- Rio All Suite Hotel and Casino

#### New Jersey
- House of Blues at Showboat
- Showboat Atlantic City
- The Wild Wild West Casino

### Andere internationale casino's

#### Egypte
(Werd voorheen beheerd door London Clubs International)
- Caesars Cairo
- Emerald South Africa
- The London Club Cairo

#### Verenigd Koninkrijk
(Werd voorheen beheerd door London Clubs International)
- Alea Glasgow
- Alea Leeds
- Alea Nottingham
- The Casino at The Empire
- The Golden Nugget
- Manchester235
- Playboy Club London
- The Rendezvous Casino Southend
- The Rendezvous Casino Brighton
- The Sportsman

#### Uruguay
- Conrad Punta del Este

## Golfclubs
- Atlantic City Country Club – Northfield, NJ
- Cascata Golf Course – Las Vegas, Nevada
- Chariot Run Golf Course – Laconia, Indiana
- Cottonwoods Golf Course – Tunica, Mississippi
- Grand Bear Golf Course – Gulfport, Mississippi
- Rio Secco Golf Club - Henderson, Nevada
- Caesars Golf - Macau SAR, China